# Saint-Hippolyte-de-Montaigu
Pour les articles homonymes, voir Saint-Hippolyte.
Saint-Hippolyte-de-Montaigu est une commune française située dans l'est du département du Gard, en région Occitanie.
Exposée à un climat méditerranéen, elle est drainée par le Merlançon. La commune possède un patrimoine naturel remarquable composé d'une zone naturelle d'intérêt écologique, faunistique et floristique.
Saint-Hippolyte-de-Montaigu est une commune rurale qui compte 249 habitants en 2022, après avoir connu une forte hausse de la population depuis 1968.  Elle fait partie de l'aire d'attraction d'Uzès. Ses habitants sont appelés les Saint-Hippolytais ou  Saint-Hippolytaises.

## Géographie
L'ensoleillement particulier de la région permet le développement d'une nature généreuse, de pins verts et de lavande.

### Climat
Pour des articles plus généraux, voir Climat de l'Occitanie et Climat du Gard.
En 2010, le climat de la commune est de type climat méditerranéen altéré, selon une étude s'appuyant sur une série de données couvrant la période 1971-2000. En 2020, Météo-France publie une typologie des climats de la France métropolitaine dans laquelle la commune est exposée à un climat méditerranéen et est dans la région climatique Provence, Languedoc-Roussillon, caractérisée par une pluviométrie faible en été, un très bon ensoleillement (2 600 h/an), un été chaud (21,5 °C), un air très sec en été, sec en toutes saisons, des vents forts (fréquence de 40 à 50 % de vents > 5 m/s) et peu de brouillards.
Pour la période 1971-2000, la température annuelle moyenne est de 13,5 °C, avec une amplitude thermique annuelle de 17,2 °C. Le cumul annuel moyen de précipitations est de 826 mm, avec 6,2 jours de précipitations en janvier et 3,2 jours en juillet. Pour la période 1991-2020, la température moyenne annuelle observée sur la station météorologique la plus proche, située sur la commune d'Uzès à 6 km à vol d'oiseau, est de 14,5 °C et le cumul annuel moyen de précipitations est de 809,4 mm,. Pour l'avenir, les paramètres climatiques de la commune estimés pour 2050 selon différents scénarios d’émission de gaz à effet de serre sont consultables sur un site dédié publié par Météo-France en novembre 2022.

### Milieux naturels et biodiversité

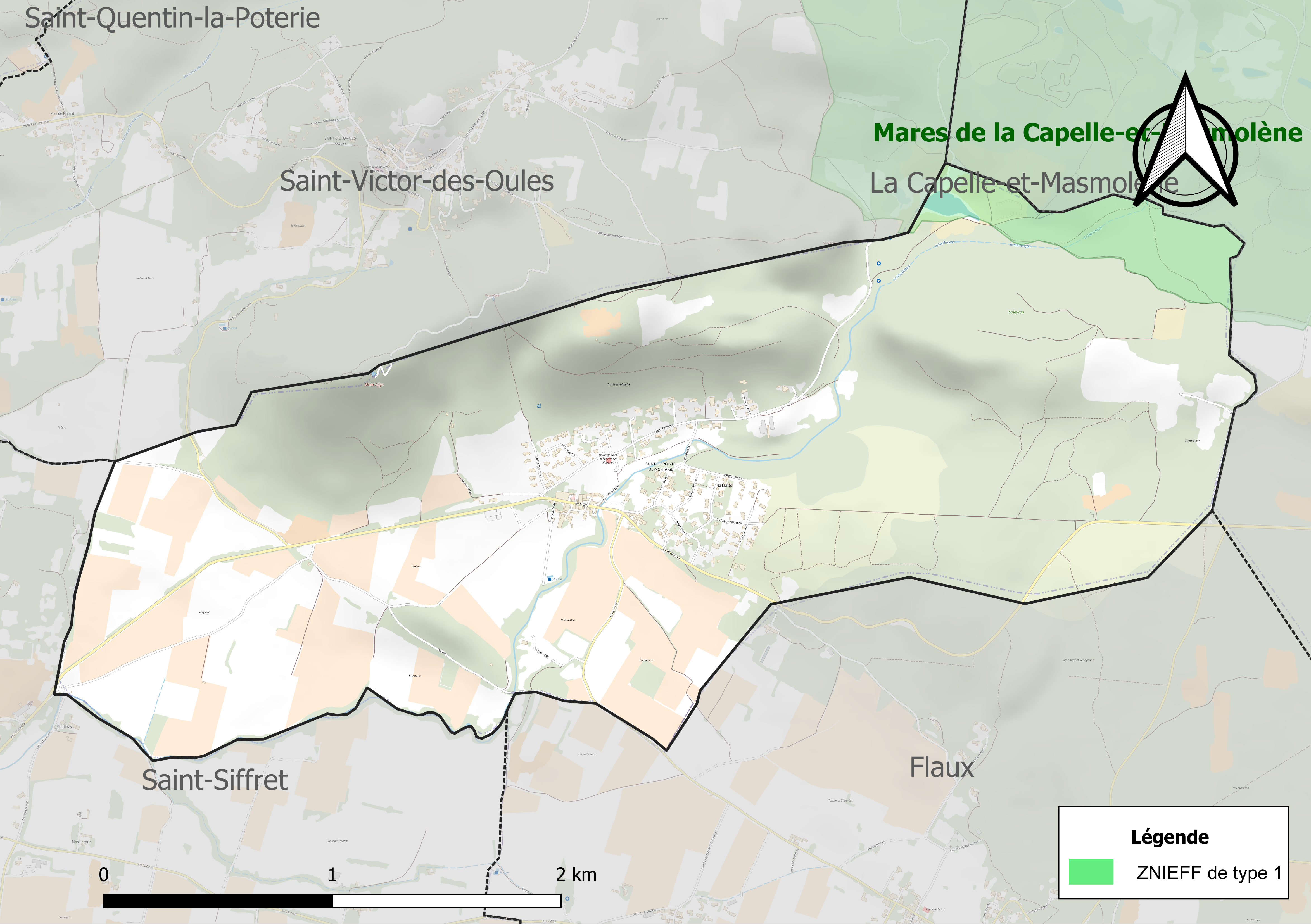
Carte de la ZNIEFF de type 1 localisée sur la commune.

L’inventaire des zones naturelles d'intérêt écologique, faunistique et floristique (ZNIEFF) a pour objectif de réaliser une couverture des zones les plus intéressantes sur le plan écologique, essentiellement dans la perspective d’améliorer la connaissance du patrimoine naturel national et de fournir aux différents décideurs un outil d’aide à la prise en compte de l’environnement dans l’aménagement du territoire.
Une ZNIEFF de type 1 est recensée sur la commune :
les « mares de la Capelle-et-Masmolène » (285 ha), couvrant 3 communes du département.

## Urbanisme

### Typologie
Au 1er janvier 2024, Saint-Hippolyte-de-Montaigu est catégorisée commune rurale à habitat dispersé, selon la nouvelle grille communale de densité à sept niveaux définie par l'Insee en 2022.
Elle est située hors unité urbaine. Par ailleurs la commune fait partie de l'aire d'attraction d'Uzès, dont elle est une commune de la couronne,. Cette aire, qui regroupe 18 communes, est catégorisée dans les aires de moins de 50 000 habitants,.

### Occupation des sols
L'occupation des sols de la commune, telle qu'elle ressort de la base de données européenne d’occupation biophysique des sols Corine Land Cover (CLC), est marquée par l'importance des forêts et milieux semi-naturels (49,3 % en 2018), une proportion sensiblement équivalente à celle de 1990 (49,4 %). La répartition détaillée en 2018 est la suivante : 
forêts (49,3 %), cultures permanentes (28,6 %), zones agricoles hétérogènes (9,3 %), zones urbanisées (7,6 %), terres arables (5,2 %). L'évolution de l’occupation des sols de la commune et de ses infrastructures peut être observée sur les différentes représentations cartographiques du territoire : la carte de Cassini (XVIIIe siècle), la carte d'état-major (1820-1866) et les cartes ou photos aériennes de l'IGN pour la période actuelle (1950 à aujourd'hui).

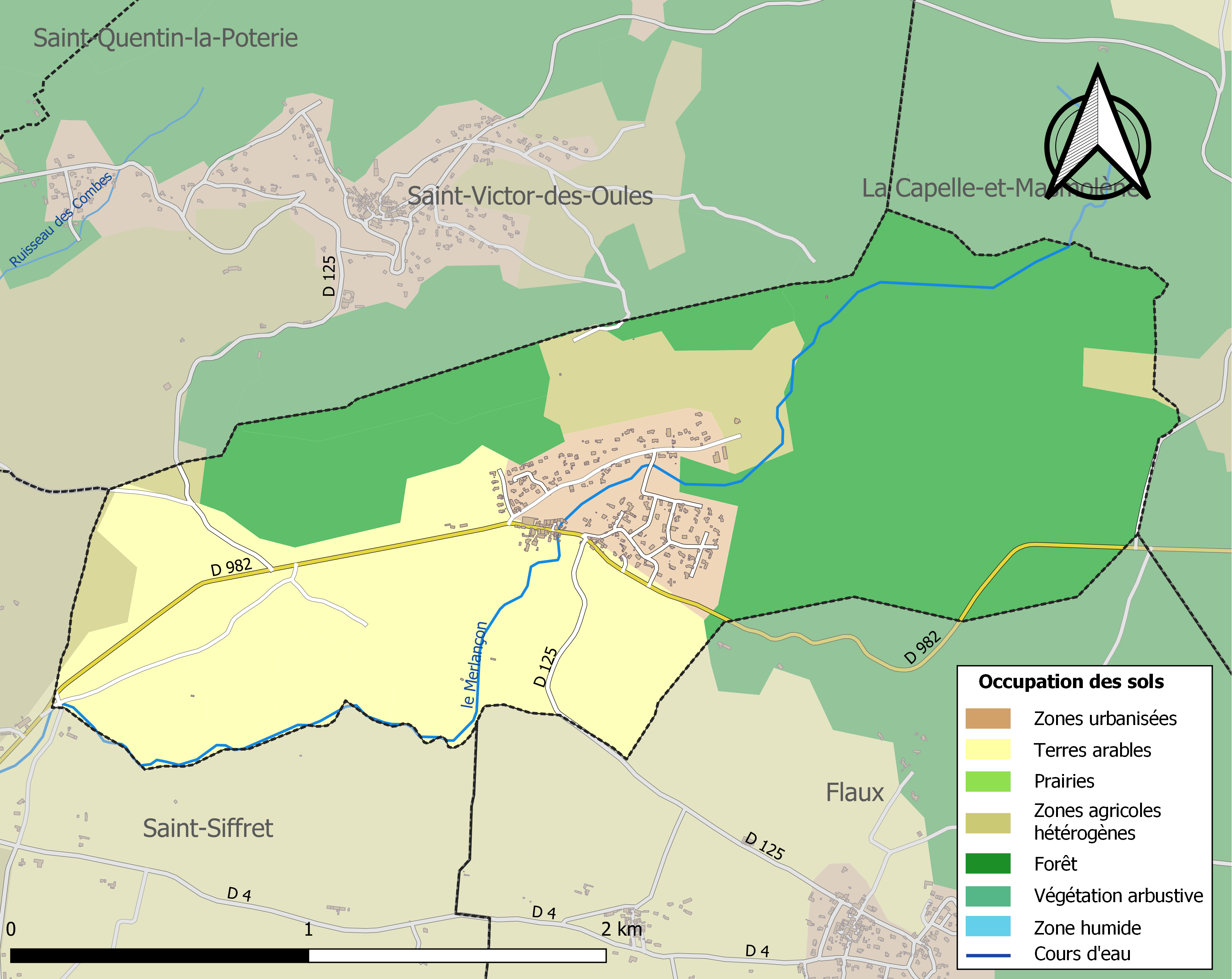
Carte des infrastructures et de l'occupation des sols de la commune en 2018 (CLC).

### Risques majeurs
Le territoire de la commune de Saint-Hippolyte-de-Montaigu est vulnérable à différents aléas naturels : météorologiques (tempête, orage, neige, grand froid, canicule ou sécheresse), inondations, feux de forêts, mouvements de terrains et séisme (sismicité modérée). Il est également exposé à un risque particulier : le risque de radon. Un site publié par le BRGM permet d'évaluer simplement et rapidement les risques d'un bien localisé soit par son adresse soit par le numéro de sa parcelle.

#### Risques naturels
Certaines parties du territoire communal sont susceptibles d’être affectées par le risque d’inondation par débordement de cours d'eau et par une crue torrentielle ou à montée rapide de cours d'eau, notamment La commune a été reconnue en état de catastrophe naturelle au titre des dommages causés par les inondations et coulées de boue survenues en 1982, 1992, 1996, 1998, 2002, 2008 et 2014,.

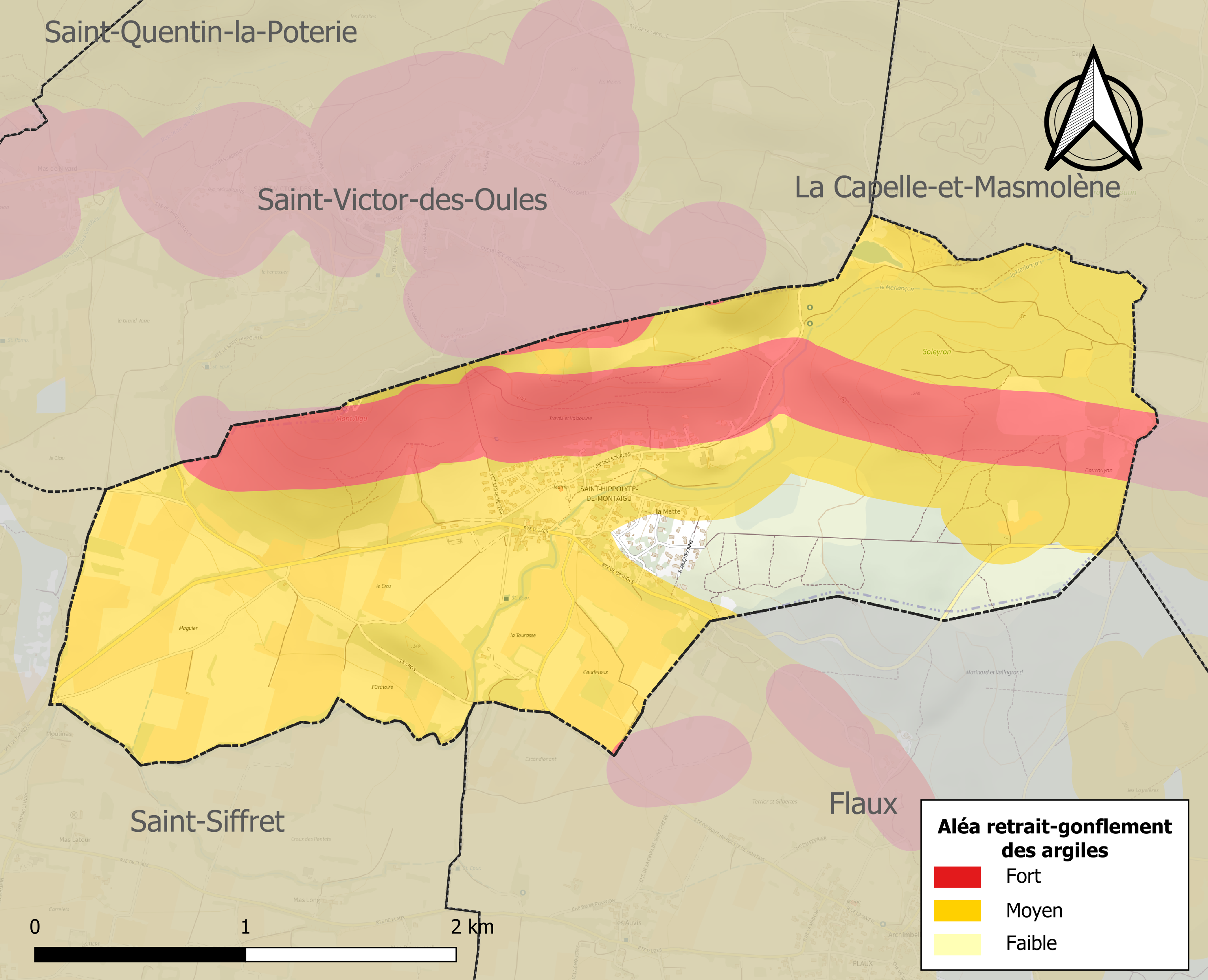
Carte des zones d'aléa retrait-gonflement des sols argileux de Saint-Hippolyte-de-Montaigu.

La commune est vulnérable au risque de mouvements de terrains constitué principalement du retrait-gonflement des sols argileux. Cet aléa est susceptible d'engendrer des dommages importants aux bâtiments en cas d’alternance de périodes de sécheresse et de pluie. 89,7 % de la superficie communale est en aléa moyen ou fort (67,5 % au niveau départemental et 48,5 % au niveau national). Sur les 165 bâtiments dénombrés sur la commune en 2019, 140 sont en aléa moyen ou fort, soit 85 %, à comparer aux 90 % au niveau départemental et 54 % au niveau national. Une cartographie de l'exposition du territoire national au retrait gonflement des sols argileux est disponible sur le site du BRGM,.
Par ailleurs, afin de mieux appréhender le risque d’affaissement de terrain, l'inventaire national des cavités souterraines permet de localiser celles situées sur la commune.

#### Risque particulier
Dans plusieurs parties du territoire national, le radon, accumulé dans certains logements ou autres locaux, peut constituer une source significative d’exposition de la population aux rayonnements ionisants. Certaines communes du département sont concernées par le risque radon à un niveau plus ou moins élevé. Selon la classification de 2018, la commune de Saint-Hippolyte-de-Montaigu est classée en zone 2, à savoir zone à potentiel radon faible mais sur lesquelles des facteurs géologiques particuliers peuvent faciliter le transfert du radon vers les bâtiments.

## Histoire
Saint-Hippolyte-de-Montaigu doit son nom à un martyr du IIIe siècle.

Ce fut le siège d'un prieuré relevant de l'évêque d'Uzès.
Au cours de la Révolution française, la commune porte provisoirement le nom de Polithe-Montaigu.

## Héraldique
| Blason de Saint-Hippolyte-de-Montaigu | Blason  | De sinople à la fasce losangée d'argent et de sinople. |
| Blason de Saint-Hippolyte-de-Montaigu | Détails | Le statut officiel du blason reste à déterminer.       |

## Politique et administration
| Période                                  | Période  | Identité            | Étiquette | Qualité  |
| ---------------------------------------- | -------- | ------------------- | --------- | -------- |
| avant 1995                               | ?        | Robert Pfiffer      |           |          |
| mars 2001                                | 2008     | Richard Blanchon    | DVG       |          |
| mars 2008                                | 2014     | Marie-Blanche Vezon | UMP       |          |
| mars 2014                                | En cours | Bernard Barberi     | SE        | Retraité |
| Les données manquantes sont à compléter. |          |                     |           |          |

## Démographie
L'évolution du nombre d'habitants est connue à travers les recensements de la population effectués dans la commune depuis 1793. Pour les communes de moins de 10 000 habitants, une enquête de recensement portant sur toute la population est réalisée tous les cinq ans, les populations de référence des années intermédiaires étant quant à elles estimées par interpolation ou extrapolation. Pour la commune, le premier recensement exhaustif entrant dans le cadre du nouveau dispositif a été réalisé en 2005.

En 2022, la commune comptait 249 habitants, en évolution de −2,35 % par rapport à 2016 (Gard : +2,97 %, France hors Mayotte : +2,11 %).
| 1793 | 1800 | 1806 | 1821 | 1831 | 1836 | 1841 | 1846 | 1851 |
| ---- | ---- | ---- | ---- | ---- | ---- | ---- | ---- | ---- |
| 135  | 140  | 132  | 158  | 147  | 140  | 135  | 127  | 156  |

| 1856 | 1861 | 1866 | 1872 | 1876 | 1881 | 1886 | 1891 | 1896 |
| ---- | ---- | ---- | ---- | ---- | ---- | ---- | ---- | ---- |
| 151  | 149  | 151  | 137  | 163  | 153  | 148  | 126  | 119  |

| 1901 | 1906 | 1911 | 1921 | 1926 | 1931 | 1936 | 1946 | 1954 |
| ---- | ---- | ---- | ---- | ---- | ---- | ---- | ---- | ---- |
| 108  | 111  | 90   | 83   | 104  | 97   | 83   | 89   | 77   |

| 1962 | 1968 | 1975 | 1982 | 1990 | 1999 | 2005 | 2006 | 2010 |
| ---- | ---- | ---- | ---- | ---- | ---- | ---- | ---- | ---- |
| 56   | 50   | 89   | 95   | 99   | 116  | 206  | 219  | 243  |

| 2015 | 2020 | 2022 | - | - | - | - | - | - |
| ---- | ---- | ---- | - | - | - | - | - | - |
| 253  | 253  | 249  | - | - | - | - | - | - |

## Économie

### Revenus
En 2018  (données Insee publiées en septembre 2021), la commune compte 123 ménages fiscaux, regroupant 277 personnes. La médiane du revenu disponible par unité de consommation est de 20 340 € (20 020 € dans le département).

### Emploi
|                | 2008   | 2013  | 2018  |
| -------------- | ------ | ----- | ----- |
| Commune        | 9,6 %  | 6,4 % | 6,6 % |
| Département    | 10,6 % | 12 %  | 12 %  |
| France entière | 8,3 %  | 10 %  | 10 %  |

En 2018, la population âgée de 15 à 64 ans s'élève à 154 personnes, parmi lesquelles on compte 75,7 % d'actifs (69,1 % ayant un emploi et 6,6 % de chômeurs) et 24,3 % d'inactifs,. En  2018, le taux de chômage communal (au sens du recensement) des 15-64 ans est inférieur à celui de la France et du département, alors qu'en 2008 il était supérieur à celui de la France.
La commune fait partie de la couronne de l'aire d'attraction d'Uzès, du fait qu'au moins 15 % des actifs travaillent dans le pôle,. Elle compte 20 emplois en 2018, contre 24 en 2013 et 13 en 2008. Le nombre d'actifs ayant un emploi résidant dans la commune est de 109, soit un indicateur de concentration d'emploi de 18,6 % et un taux d'activité parmi les 15 ans ou plus de 54,2 %.
Sur ces 109 actifs de 15 ans ou plus ayant un emploi, 15 travaillent dans la commune, soit 14 % des habitants. Pour se rendre au travail, 86,9 % des habitants utilisent un véhicule personnel ou de fonction à quatre roues, 1,9 % les transports en commun, 3,7 % s'y rendent en deux-roues, à vélo ou à pied et 7,5 % n'ont pas besoin de transport (travail au domicile).

### Activités hors agriculture
20 établissements sont implantés  à Saint-Hippolyte-de-Montaigu au 31 décembre 2019.
Le secteur de la construction est prépondérant sur la commune puisqu'il représente 50 % du nombre total d'établissements de la commune (10 sur les 20 entreprises implantées  à Saint-Hippolyte-de-Montaigu), contre 15,5 % au niveau départemental.

### Agriculture
Le nombre d'exploitations agricoles en activité et ayant leur siège dans la commune est de 4 lors du recensement agricole de 2020 et la surface agricole utilisée de 46 ha,.

## Culture locale et patrimoine

### Lieux et monuments
- Oppidum de la Tourasse.
- Tour carrée (XIIe et XIIIe siècles).
- Église Saint-Hippolyte de Saint-Hippolyte-de-Montaigu de style roman (XIIe siècle).
- Le Mont Aigu (257 m) et sa madone.

### Personnalités liées à la commune
- Alfred Michel (1848-1891), homme politique né à Saint-Hippolyte-de-Montaigu, maire de Carpentras, député du Vaucluse.